# Abu Daricha
Abu Daricha – wieś w Syrii, w muhafazie Aleppo, w As-Safira. W 2004 roku liczyła 1401 mieszkańców.